# 1845

## Esdeveniments
- 15 de febrer, Milà: Estrena al Teatro alla Scala de Giovanna d'Arco, òpera de Giuseppe Verdi amb llibret en italià de Temistocle Solera.[1]
- 25 de març, rodalia de Taradell: Es produeix un enfrontament entre bandolers i Mossos d'Esquadra que provoca tres morts. En remembrança d'aquests fets es bastí el Monument en record dels agents del cos de Mossos d'Esquadra assassinats el 1845 a Seva (Osona).
- 23 de maig, Madrid: S'aprova la Constitució Espanyola de 1845.
- 16 de juliol, Valls, província de Tarragona: s'hi esdevé la Revolta de les Quintes.[2]
- Tarragona: es funda l'Institut Antoni de Martí i Franquès.
- Bucarest, Romania: Es funda la Gran Sinagoga de Bucarest.
- Madrid: El govern espanyol, a proposta dels enginyers Subercase[3] i Santa Cruz, força l'adopció d'un ample ferroviari ibèric diferent de l'europeu, basat en la mesura de sis peus castellans (equivalents a 1.689 (m), amb l'oposició dels industrials catalans.

## Naixements
Països Catalans
- 13 de febrer - Tortosa: Carlota de Mena i Zamora, actriu catalana de la segona meitat del segle xix (m. 1902).[4]
- 5 de maig - Vilassar de Mar: Jaume Almera i Comas, geòleg i paleontòleg, fundador del Museu Geològic del Seminari de Barcelona i creador del primer mapa geològic de la província de Barcelona (m. 1919).[5]
- 6 de maig - Santa Cruz de Tenerife: Àngel Guimerà i Jorge, poeta i dramaturg català (m. 1924).[6]
- 17 de maig - Folgueroles: Jacint Verdaguer, prevere i el més gran poeta en català de la Renaixença.[7]
- 10 de juny - Palma: Manuela de los Herreros Sorà, escriptora i administradora mallorquina (m. 1911).[8]
- 10 de juliol - Barcelona: Dolors Monserdà i Vidal, escriptora catalana.[9]
- 15 de novembre - Viena: Tina Blau, pintora de paisatge austríaca impressionista, primera dona a treballar a l'aire lliure (m. 1916).[10]
- València: Marià Batlles i Bertran de Lis, metge i polític valencià establert a Barcelona.

Resta del món
- 30 de gener, Ciutat de Panamà: José Domingo de Obaldía, president de Panamà (m. 1910).
- 6 de febrer, Londres: Florence May, pianista i musicòloga anglesa (m.1923).[11]
- 15 de febrer, Clinton (Nova York), EUA: Elihu Root, polític estatunidenc, premi Nobel de la Pau el 1912 (m. 1937).
- 21 de febrer, Brooklyn, Nova York: Emma Cecilia Thursby, cantant d'òpera novaiorquesa (m. 1931).[12]
- 26 de febrer, Sant Petersburg, Imperi Rus: Alexandre III, tsar de Rússia (1881-1894).
- 3 de març: Georg Cantor, matemàtic alemany (m. 1918).[13]
- 27 de març, Lennep, Prússia: Wilhelm Röntgen, físic alemany descobridor de la radiació electromagnètica, Premi Nobel de Física de l'any 1901 (m. 1923).[14]
- 24 d'abril, Liestal, Suïssa: Carl Spitteler, escriptor suís, Premi Nobel de Literatura del 1919 (m. 1924).[15]
- 28 d'abril, Kalisz: Anastazy Wilhelm Dreszer, compositor polonès.
- 16 de maig, Khàrkiv, Imperi Rus: Ilià Métxnikov, microbiòleg rus, Premi Nobel de Medicina o Fisiologia de 1908 (m. 1916).[16]
- 24 de maig, Les Arcs: Madeleine Lemaire, pintora i aquarel·lista francesa especialitzada en obres de gènere acadèmic i flors (m. 1928).[17]
- 30 de maig, Torí, Regne de Sardenya-Piemont: Amadeu I d'Espanya, rei d'Espanya, 1871-1873) (m. Torí, Itàlia, 1890).[18]
- 31 de maig, Berrospe, Andoain, Guipúscoaː Càndida Maria de Jesús, religiosa basca, fundadora de les Filles de Jesús (m. 1912).[19]
- 7 de juny, Veszprém, Imperi Austríac; a l'actual Hongria:  Leopold Auer, violinista i professor de música austríac (m. 1930).[20]
- 15 de juny, Breslau: Emil Ernst August Tietze, geòleg.
- 18 de juny, París: Charles Louis Alphonse Laveran, Premi Nobel de Medicina o Fisiologia de 1907 (m. 1922).[21]
- 17 de juliol, Kristiania: Ragna Nielsen, educadora, escriptora, política i feminista noruega.[22]
- 16 d'agost, Bonnevoie, Luxemburg: Gabriel Lippmann, professor universitari i físic francès, guardonat amb el Premi Nobel de Física (m. 1921).[23]
- 10 d'agost, muntanya Shinghis: Abaj Kunanbajev, escriptor i filòsof kazakh considerat el creador de la literatura nacional kazakh.
- 21 d'agost, Ferrara: Gustavo Bianchi, explorador.
- 25 d'agost:
  - Juan Bautista Egusquiza, president del Paraguai (m. 1912).[24]
  - Nymphenburg: Lluís II de Baviera, Ludwig Friedrich Wilhelm Wittelsbach, més conegut com “el rei boig” i com el “rei de conte de fades”, rei de Baviera des de 1864 fins a la seva mort el 1886.[25]
- 27 d'agost, Pärnu, Imperi Rus: Fiódor Fiódorovitx Màrtens, diplomàtic i jurista rus (m. 1909).
- 24 d'octubre: Rafael Antonio Gutiérrez, president del Salvador (m. 1921).[26]
- 3 de novembre, Kàmianets-Podilski, Confederació de Polònia i Lituània: Zygmunt Gloger, historiador, arqueòleg, geògraf i etnògraf polonès.
- 14 de novembre, Murcia: Fernando Verdú Sánchez, compositor.
- 25 de novembre, Póvoa de Varzim, Portugal: José Maria Eça de Queiroz, escriptor portuguès (m. 1900).[27]

- 10 de desembre, Alexandria: Abd Allah Nadim, periodista, escriptor, assagista i poeta egipci.

## Necrològiques
Països Catalans
- 13 de setembre - Tarragona: Rosa Venes i Clusas, heroica defensora de Tarragona durant la Guerra del Francès (n. 1784).[28]

Resta del món
- 11 de gener - Wiltshire, Regne Unit: Etheldred Benett, una de les primeres geòlogues angleses (n. 1776).[29]
- 19 de març - Ahmadu Lobbo, cap religiós del clan bari a la regió africana de Macina.
- 8 de juny, Nashville - Andrew Jackson, setè president dels Estats Units.[25]
- 7 d'octubre, Castenaso: Isabella Colbran, compositora d'òpera i mezzosoprano espanyola, casada amb Rossini (n.1784).[30]

- 4 de gener, París: Louis Léopold Boilly, pintor francès.
- Barcelona: Joan Balle i Milans del Bosch, advocat i polític.

- Magúncia: Wilhelm Ehlers, tenor i professor de música.